# Michael Matt
Michael Matt (13 mei 1993) is een Oostenrijkse alpineskiër. Hij is de jongere broer van alpineskiër Mario Matt en freestyleskiër Andreas Matt. Hij vertegenwoordigde zijn vaderland op de Olympische Winterspelen 2018 in Pyeongchang en op de Olympische Winterspelen 2022 in Peking.

## Carrière
Bij zijn wereldbekerdebuut, tijdens de slalom in november 2013 in Levi, kwam Matt niet aan de finish op het einde van de eerste run. In januari 2015 scoorde de Oostenrijker in Wengen zijn eerste wereldbekerpunten. In Beaver Creek nam hij deel aan de wereldkampioenschappen alpineskiën 2015. Op dit toernooi viel hij uit in de tweede manche van de slalom. In februari 2016 behaalde Matt in Yuzawa Naeba zijn eerste toptienklassering in een wereldbekerwedstrijd. In november 2016 stond de Oostenrijker in Levi voor de eerste maal in zijn carrière op het podium van een wereldbekerwedstrijd. Op de wereldkampioenschappen alpineskiën 2017 in Sankt Moritz eindigde hij als achtste op de slalom, in de landenwedstrijd eindigde hij samen met Stephanie Brunner, Ricarda Haaser, Katharina Truppe, Manuel Feller en Marcel Hirscher. Op 5 maart 2017 boekte Matt in Kranjska Gora zijn eerste wereldbekerzege. Tijdens de Olympische Winterspelen van 2018 in Pyeongchang veroverde de Oostenrijker de bronzen medaille op de slalom, samen met Stephanie Brunner, Katharina Gallhuber, Katharina Liensberger, Manuel Feller en Marco Schwarz behaalde hij de zilveren medaille in de landenwedstrijd.

## Resultaten

### Olympische Winterspelen
| Jaar | Plaats      | Resultaten               |
| ---- | ----------- | ------------------------ |
| 2018 | Pyeongchang | Slalom · Landenwedstrijd |
| 2022 | Peking      | DNF2 Slalom              |

### Wereldkampioenschappen
| Jaar | Plaats            | Resultaten                   |
| ---- | ----------------- | ---------------------------- |
| 2015 | Beaver Creek      | DNF2 Slalom                  |
| 2017 | Sankt Moritz      | 8e Slalom 5e Landenwedstrijd |
| 2019 | Åre               | Slalom · Landenwedstrijd     |
| 2021 | Cortina d'Ampezzo | 9e Slalom                    |

### Wereldbeker
Eindklasseringen
| Seizoen   | Algm | SL  | RS  | PAR |
| --------- | ---- | --- | --- | --- |
| 2014/2015 | 124e | 42e | -   |     |
| 2015/2016 | 84e  | 27e | -   |     |
| 2016/2017 | 18e  | 5e  | -   |     |
| 2017/2018 | 19e  | 4e  | 54e |     |
| 2018/2019 | 31e  | 11e | -   |     |
| 2019/2020 | 38e  | 9e  | -   | 34e |
| 2020/2021 | 35e  | 11e | -   | 30e |
| 2021/2022 | 50e  | 17e | -   | -   |
| 2022/2023 | 79e  | 28e | -   | -   |

Wereldbekerzeges
| Datum        | Plaats        | Onderdeel |
| ------------ | ------------- | --------- |
| 5 maart 2017 | Kranjska Gora | Slalom    |